# Fonti del diritto dell'Unione europea
Le fonti del diritto dell'Unione europea costituiscono l'insieme di norme giuridiche che regolano l'organizzazione e lo sviluppo dell'Unione europea e i rapporti tra questa e gli Stati membri. 
Le fonti del diritto dell'Unione europea sono di tre tipi: le fonti primarie, le fonti derivate e le fonti complementari.

## L'autonomia dell'ordinamento giuridico dell'UE
Ai sensi dell'articolo 47 del trattato sull'Unione europea (TUE) l'Unione ha personalità giuridica ed è quindi un soggetto di diritto legittimato ad elaborare accordi internazionali con organizzazioni o paesi allo stesso modo di uno stato sovrano. L'ordinamento giuridico dell'Unione europea presenta, inoltre, la caratteristica di risultare completamente autonomo rispetto a quello degli Stati membri.

Il principio dell'autonomia dell'ordinamento giuridico dell'Unione è stato elaborato dalla Corte di giustizia delle Comunità europee già nel 1963. In quell'occasione, infatti, la Corte aveva affermato che:
(sentenza 26/62 Van Gend & Loos)
In successive sentenze la Corte ha avuto modo di precisare meglio la portata del principio dell'autonomia del diritto dell'Unione, ormai divenuto uno dei principi cardine su cui si regge tutta la costruzione dell'Unione europea.

Sull'argomento la Corte è intervenuta, in particolare, con la sentenza 6/64 Costa c. Enel. In quell'occasione esplicitamente affermò:
(sentenza 6/64 Costa c. Enel)
L'esigenza di affermare e ribadire con forza il principio dell'autonomia del diritto dell'Unione deriva dalla necessità di impedire che quest'ultimo possa essere svuotato nei suoi contenuti da disposizioni nazionali e garantire una uniforme applicazione su tutto il territorio dell'Unione europea.

In caso contrario, infatti, qualsiasi disposizione nazionale potrebbe introdurre un'interpretazione restrittiva delle norme europee che non assicurerebbe più una uniforme applicazione sul territorio:
(sentenza 6/64 Costa c. Enel)
L'autonomia del diritto dell'Unione non implica una netta separazione o una semplice sovrapposizione con gli ordinamenti degli Stati membri. A differenza di quanto avviene tra ordinamento interno e internazionale, nel caso dell'Unione europea si instaura una stretta integrazione e interdipendenza tra i due ordinamenti.
Proprio questa stretta integrazione tra i due ordinamenti potrebbe condurre in alcuni casi a situazioni di conflitto tra norme europee e disposizioni nazionali. Tale contrasto è stato risolto dalla Corte di giustizia dell'Unione europea che, attraverso una costante giurisprudenza, ha delineato i due principi cardine che regolano i rapporti tra ordinamento dell'Unione europea e ordinamento degli Stati membri: il principio della diretta applicabilità del diritto dell'Unione e il principio della preminenza del diritto dell'Unione rispetto alla norma conflittuale statale anche se posteriore.

## Fonti di diritto primario

### Trattati istitutivi e Trattati di modifica
Norme primarie del sistema giuridico dell'Unione europea sono in primo luogo le norme convenzionali contenute nei Trattati istitutivi delle Comunità europee e dell'Unione europea ed in quegli accordi internazionali successivamente stipulati per modificare ed integrare i primi.
Il nucleo principale dell'ordinamento giuridico dell'Unione europea è rappresentato dai Trattati che hanno istituito le Comunità europee e l'Unione europea, ossia:
- il Trattato costitutivo della CECA (Comunità europea del carbone e dell'acciaio), firmato a Parigi il 18 aprile 1951 ed entrato in vigore il 23 luglio 1952, insieme ai due Protocolli sullo Statuto della Corte di giustizia e sui privilegi e le immunità;
- i Trattati costitutivi della CEE (Comunità economica europea) e della CEEA (Comunità europea dell'energia atomica) o Euratom, firmati a Roma il 25 marzo 1957 ed entrati in vigore il 1º gennaio 1958, insieme allo Statuto della Corte di giustizia, nonché alla Convenzione su talune istituzioni comuni;
- il Trattato istitutivo dell'Unione europea, firmato a Maastricht il 7 febbraio 1992 ed entrato in vigore il 1º novembre 1993.

A questi atti devono aggiungersi quelli che nel corso del tempo hanno modificato o integrato le disposizioni originarie:
- il Trattato sulla fusione degli esecutivi, firmato a Bruxelles l‘8 aprile 1965 ed entrato in vigore il 1 luglio 1967 (ora abrogato dal Trattato di Amsterdam che ne ha però conservato le disposizioni principali), che ha istituito un Consiglio unico ed un'Assemblea unica per tutte e tre le Comunità, senza per questo procedere ad una fusione giuridica delle stesse;
- l‘Atto Unico Europeo, firmato a Lussemburgo il 28 febbraio 1986 ed entrato in vigore il 1º luglio 1987, il cui obiettivo principale è l'instaurazione progressiva del mercato interno;
- il Trattato di Amsterdam, firmato il 2 ottobre 1997 ed entrato in vigore il 1º maggio 1999, che ha ulteriormente modificato i Trattati istitutivi apportando modifiche alle procedure decisionali e comunitarizzando alcuni settori che, in precedenza, rientravano nell'ambito della cooperazione intergovernativa;
- il Trattato di Nizza, firmato il 26 febbraio 2001 ed entrato in vigore il 1º febbraio 2003, che apporta soprattutto modifiche di carattere istituzionale;
- il Trattato di Lisbona, firmato il 13 dicembre 2007 ed entrato in vigore il 1º dicembre 2009.

A seguito del Trattato di Lisbona, i trattati, sostanzialmente, continuano ad essere due: il Trattato sull’Unione europea e il Trattato sul funzionamento dell’Unione europea sostitutivo del Trattato istitutivo della Comunità europea, che hanno lo stesso valore giuridico. Resta, inoltre, in vigore il Trattato Euratom del 1957. Mentre il Trattato sull’Unione europea si configura come un Trattato base, contenente le norme essenziali che stabilisce i valori, i principi fondamentali e le competenze, l’assetto istituzionale dell’Unione, il Trattato sul funzionamento dell’Unione europea è piuttosto un Trattato applicativo, fissa le regole di funzionamento delle istituzioni, dei suoi organi, disciplina il mercato interno e le politiche, definendone il quadro di riferimento.

### Natura giuridica dei Trattati
La natura giuridica dei Trattati istitutivi, nonché delle integrazioni e modificazioni convenzionali intervenute negli anni, è quella di accordi internazionali nel senso pieno e proprio di tale espressione, come indicato nella Convenzione di Vienna sul diritto dei trattati.
Va tuttavia aggiunto che i Trattati comunitari mostrano caratteristiche particolari rispetto al genus cui appartengono.
In primo luogo, si tratta della specificità propria di tutti i Trattati istitutivi di organizzazioni internazionali, nel senso che, oltre alla previsione di una serie di obblighi e diritti per gli Stati contraenti, contengono la definizione di un complesso istituzionale destinato ad esercitare le competenze attribuite all'ente.
In secondo luogo, pur essendo le Comunità organismi a finalità non universali ma definite e sottoposte al principio delle competenze di attribuzione, l'ampiezza e l'incisività delle prefigurate competenze così come le modalità e i mezzi attribuiti per il loro esercizio, vanno senza dubbio al di là del modello tradizionale di organizzazione internazionale.
Invero, i Trattati comunitari contenevano fin dall'origine un chiaro potenziale di sviluppo verso un complesso integrato di Stati, sì diversi e sovrani, ma anche capaci di realizzare unitariamente gli scopi ambiziosi da essi definiti, in particolare un mercato comune e uno sviluppo armonioso delle economie fondato sulla comune ispirazione liberista. Giustamente si è rilevato che, essendo l'obiettivo fondamentale delle Comunità quello di porre le basi di una unione sempre più stretta fra i popoli europei e di eliminare le barriere che dividono l'Europa, il Trattato è stato concepito come strumento dell'integrazione europea; dunque molto più di un mezzo per coordinare politiche e armonizzare legislazioni.
Tali obiettivi si sono consolidati nel corso degli anni, fino all'Atto Unico Europeo e al Trattato di Maastricht, con la prefigurazione, insieme e oltre il mercato interno e l'unione economica e monetaria, di una vera e propria Unione europea. Ne consegue che la previsione di obblighi reciproci tra gli Stati membri, che è il contenuto tipico e normale di un accordo internazionale e che resta pur sempre il contenuto formale dei Trattati comunitari, va apprezzata in funzione degli obiettivi di piena integrazione che essi si propongono di realizzare.

### Procedimento di revisione dei Trattati
La revisione dei Trattati, inizialmente prevista e disciplinata da ciascuno dei Trattati istitutivi, rispettivamente agli artt. 236 CEE, 96 CECA e 204 CEEA, abrogati dal Trattato sull'Unione europea, è ora prevista tra le disposizioni di quest'ultimo, più precisamente dall'art. 48 TUE che prevede e disciplina sia una procedura di revisione ordinaria, sia una procedura di revisione semplificata.
La procedura di revisione ordinaria può essere attivata dai governi degli Stati membri, dal Parlamento o dalla Commissione; i progetti di modifica (diretti ad accrescere o ridurre le competenze attribuite all'Unione nei trattati) devono essere sottoposti al Consiglio che a sua volta li trasmette al Consiglio europeo e li notifica ai Parlamenti nazionali.
Spetta al Consiglio europeo, previa consultazione del Parlamento europeo e della Commissione adottare a maggioranza semplice una decisione favorevole alle modifiche. Segue poi la convocazione di una Convenzione da parte del Presidente del Consiglio europeo. La Convenzione composta di rappresentanti dei parlamenti nazionali, dei capi di Stato o di governo degli Stati membri, del Parlamento europeo e della Commissione esamina i progetti di modifica (nel caso di modifiche istituzionali nel settore monetario viene consultata la Banca centrale europea) e adotta una raccomandazione a una Conferenza di rappresentanti dei governi degli Stati membri. Qualora le modifiche siano meno rilevanti, il Consiglio europeo può decidere a maggioranza semplice e previa approvazione del Parlamento europeo di non convocare la Convenzione e dare direttamente mandato a una Conferenza di rappresentanti dei governi degli Stati membri.
La Conferenza dei rappresentanti dei Governi degli Stati membri è convocata dal Presidente del Consiglio al fine di stabilire di comune accordo le modifiche da apportare ai Trattati.
Le modifiche entreranno in vigore dopo essere state ratificate da tutti gli Stati membri conformemente alle rispettive norme costituzionali.
Qualora al termine di due anni dalla firma del trattato di modifica, i quattro quinti degli Stati membri abbiano ratificato detto Trattato e uno o più Stati membri abbiano incontrato difficoltà nelle procedure di ratifica, la questione è sottoposta al Consiglio europeo.
La procedura di revisione semplificata prevede due ipotesi:
- nella prima ipotesi (art. 48 par. 6 TUE) è il Consiglio europeo che, su proposta del governo di qualsiasi Stato membro o del Parlamento o della Commissione, intesa a modificare in tutto o in parte le disposizioni della parte terza del Trattato sul funzionamento dell’Unione europea relative alle politiche e alle azioni interne dell’Unione, può approvare direttamente tali modifiche (senza l’intervento di una Conferenza intergovernativa). Ciò con una decisione adottata all’unanimità, previa consultazione del Parlamento, della Commissione e della Banca centrale europea (nel caso di modifiche nel settore monetario), che entrerà in vigore solo dopo l’approvazione (non la ratifica) degli Stati membri conformemente alle rispettive norme costituzionali. Tale tipo di procedura esclude una revisione sull’estensione delle competenze attribuite all’Unione, per cui i progetti di modifica posso solo ridurre le competenze di quest'ultima, non anche accrescerle come accade nella procedura di revisione ordinaria;
- nella seconda ipotesi (art. 48 par. 7 TUE) si presenta la c.d. clausola passerella generale secondo cui quando il Trattato sul funzionamento dell’Unione europea o il titolo V del Trattato sull’Unione europea prevedono che il Consiglio deliberi all’unanimità in un settore o in un determinato caso, il Consiglio europeo con una decisione consente al Consiglio di deliberare a maggioranza qualificata in quel settore o in quel determinato caso. Ogni iniziativa presa dal Consiglio europeo in merito alla modifica delle procedure di voto è trasmessa ai Parlamenti nazionali: in caso di opposizione di un Parlamento nazionale notificata entro sei mesi dalla data di tale trasmissione, la decisione non è adottata mentre In assenza di opposizione, il Consiglio europeo può adottare detta decisione deliberando all’unanimità previa approvazione del Parlamento europeo, che si pronuncia a maggioranza dei membri che lo compongono.

## Fonti di diritto derivato
Il diritto dell'Unione europea derivato comprende un ventaglio di atti giuridici adottati dalle istituzioni europee, nei limiti delle competenze e con gli effetti che il Trattato sancisce. Si tratta di atti che vengono posti in essere attraverso procedimenti deliberativi che si svolgono e si esauriscono in modo del tutto indipendente da quelli legislativi e amministrativi nazionali. Sono atti, però, destinati a incidere in modo rilevante sugli ordinamenti giuridici nazionali, talvolta senza che occorra un intervento formale del legislatore e/o dell'amministrazione nazionale, talvolta imponendo all'uno e/o all'altra un'attività normativa, allo scopo di riversare sui singoli gli impegni sottoscritti a livello europeo, ovvero di precisare o integrare obbligazioni solo delineate dall'atto ma lasciate alla discrezionalità degli Stati membri quanto alla realizzazione definitiva del suo contenuto. 
È, questo, l'insieme degli atti che si definisce comunemente diritto dell'Unione europea derivato, espressione che ne coglie, da un lato, la purezza dell'origine, appunto europea in senso proprio e non convenzionale del termine e del tutto estranea ai procedimenti nazionali di formazione delle norme e, d'altro lato, la loro forza derivata dai Trattati istitutivi. 
Nell'ambito di tale sistema va inquadrato l'art. 288 TFUE che definisce la tipologia degli atti a mezzo dei quali le istituzioni dell'Unione europea esercitano le competenze loro attribuite:
- i regolamenti, hanno una portata generale, sono obbligatori in tutti i loro elementi e direttamente applicabili;
- le direttive, sono indirizzate solo agli Stati membri e non sono obbligatorie in tutti i loro elementi, in quanto vincolano i destinatari solo riguardo al risultato da raggiungere, lasciando alla loro discrezione la scelta dei mezzi e della forma;
- le decisioni, sono obbligatorie in tutti i loro elementi e se designano i destinatari sono obbligatorie soltanto nei confronti di questi.

### Atti non vincolanti
Oltre agli atti dotati di forza vincolante, l’art. 288 TFUE prevede altri due tipi di atti: le raccomandazioni ed i pareri.
In base a quanto previsto dall'art. 292 TFUE, il potere generale di adottare raccomandazioni è assegnato al Consiglio. Anche la Commissione e la Banca centrale europea possono adottare raccomandazioni, ma soltanto nei casi specifici previsti dai Trattati.
Il potere generale di emettere pareri è assegnato al Parlamento europeo; laddove altre istituzioni emanano pareri viene previsto specificamente nei Trattati.
Una distinzione tra i due tipi di atti non vincolanti può essere operata in base alle loro diverse finalità. Mentre la raccomandazione ha, infatti, il preciso scopo di sollecitare il destinatario a tenere un determinato comportamento giudicato più rispondente agli interessi comuni, il parere tende piuttosto a fissare il punto di vista dell'istituzione che lo emette, in ordine a una specifica questione.

### Atti atipici
Gli atti atipici sono quegli atti non vincolanti che pur essendo emanati dalle istituzioni, non rientrano fra quelli elencati dall’art. 288 del TFUE.
Sono atti atipici:
- i regolamenti interni che ciascuna istituzione approva per disciplinare la propria organizzazione ed il proprio funzionamento;
- i Programmi generali per la soppressione delle restrizioni relative alla libertà di stabilimento o di prestazione dei servizi, che il Consiglio ha adottato e ha determinato le linee generali alle quali avrebbe uniformato la sua attività futura in queste materie;
- gli accordi interistituzionali, firmati dai presidenti di più istituzioni con i quali queste istituzioni stabiliscono delle regole volte a migliorare i loro rapporti ed evitare possibili conflitti;
- le comunicazioni che la Commissione emana per precisare i propri orientamenti in merito ad una questione (cosiddette decisorie), per raccogliere le valutazioni della giurisprudenza relative ad un determinato settore (cosiddette interpretative), per indicare le linee guida di future proposte normative (cosiddette informative);
- i libri verdi e i libri bianchi, che sono, nel primo caso documenti pubblicati dalla Commissione allo scopo di avviare il processo di consultazione su specifici argomenti nell'ambito dell'Unione e, nel secondo caso, documenti che seguono spesso quella di un libro bianco in modo che le consultazioni effettuate si traducano in concrete proposte d'azione.

## Fonti di diritto complementare

### I principi generali del diritto
L'art. 19 TUE si limita  a sancire la competenza della Corte di giustizia e del Tribunale ad assicurare «il rispetto del diritto nell'interpretazione e nell'applicazione dei trattati». Tuttavia, nell'art. 340 TFUE che rinvia a«principi generali comuni ai diritti degli Stati membri», tale norma ha una portata circoscritta alla materia della responsabilità extracontrattuale dell'Unione. Nel sistema comunitario non esiste una norma di contenuto analogo all'art. 38 dello Statuto della Corte Internazionale di Giustizia (organo delle Nazioni Unite deputato alla soluzione delle controversie giuridiche), norma che prevede l'applicazione dei «principi generali di diritto riconosciuti dalle nazioni civili». 
Le diverse espressioni utilizzate - principi generali del diritto, principi comuni agli ordinamenti giuridici degli Stati membri o principi di diritto internazionale - sembrano quasi volere sminuire la portata di tali principi, sottolineandone l'origine esterna al sistema giuridico comunitario e con essa la natura non comunitaria. 
È ben chiaro, viceversa, che tale prospettiva non ha serio fondamento. Si tratta di principi propri del diritto comunitario, a tutti gli effetti e a titolo originario, che non sono affatto presi soltanto a prestito di volta in volta da altri sistemi giuridici; l‘unica differenza possibile è semmai tra principi che trovano espressa espressione nei Trattati e principi che sono invece il risultato di una rilevazione da parte del giudice, come accade in qualsiasi esperienza giurisprudenziale nazionale o internazionale.
Rilevante applicazione hanno trovato nella giurisprudenza della Corte di giustizia alcuni principi specifici collegati alle garanzie proprie del sistema comunitario; sistema che sembra essere quello proprio di una Comunità di diritto. Di frequente e di significativa applicazione è il principio della certezza del diritto, nei suoi numerosi e diversi aspetti. Il principale profilo riguarda la trasparenza dell'attività dell'amministrazione, nel senso che la normativa comunitaria deve essere chiara e la sua applicazione prevedibile per coloro che vi sono sottoposti, in modo possano agire in modo adeguato.
Al principio della certezza del diritto si è fatto riferimento, ad esempio, in tema di termine ragionevole (due mesi) dato alla Commissione per pronunciarsi sulla compatibilità di aiuti statali notificati di termine di decadenza ai fini di un ricorso in carenza; per affermare la non retroattività degli atti rispetto alla data di pubblicazione (salvo eccezioni); nonché per stabilire che la sentenza di annullamento di un atto o la sentenza interpretativa pregiudiziale da cui si desume l'illegittimità di una normativa nazionale che possa avere effetti ex tunc.
Significativo è poi che, di fronte all'ipotesi prefigurata nel progetto di accordo sullo Spazio economico europeo di un meccanismo di rinvio pregiudiziale alla Corte di giustizia da parte dei giudici dei Paesi EFTA, ma con pronunce non vincolanti per tali giudici, la Corte ha rilevato che sotto questo aspetto risultava compromessa la certezza del diritto, «indispensabile al corretto funzionamento del procedimento pregiudiziale».
Un aspetto ulteriore e di rilievo del principio della certezza del diritto è il principio del legittimo affidamento, espressamente definito parte dell'ordinamento giuridico comunitario. In talune occasioni, i principi sono stati applicati contestualmente. 
Ciò si è verificato, ad esempio, a proposito della efficacia nel tempo degli atti, che in nome della certezza del diritto non può essere retroattiva, ma può essere oggetto di una deroga «qualora lo scopo da conseguire lo esiga» e, in generale, il principio del legittimo affidamento viene in rilievo nell'ipotesi di modificazione improvvisa di una disciplina, ovvero rileva nel caso che l'amministrazione abbia fatto nascere nell'interessato, con il suo comportamento o addirittura con sue informazioni, una aspettativa ragionevolmente fondata in tema di revoca di atti individuali illegittimi, possibile per un termine ragionevole e tenuto conto del legittimo affidamento maturato dal destinatario «purché sia fatto salvo il legittimo affidamento degli interessati». Per contro, non si può invocare il principio di legittimo affidamento se esso sia fondato su un errore o comunque quando il comportamento invocato sia di per sé e per altro aspetto illegittimo (ad esempio in tema di aiuti di Stato); in particolare, non lo si può invocare rispetto ad una prassi nazionale non conforme al diritto comunitario, benché sia pacifico che anche le Amministrazioni nazionali sono tenute ad osservare il principio di tutela del legittimo affidamento.
Il principio di proporzionalità è anch'esso compreso tra i principi generali del diritto comunitario. Esso consente di verificare la legittimità di un atto che imponga un obbligo ovvero una sanzione in base alla sua idoneità o necessità rispetto ai risultati che si vogliono conseguire. Spetta pertanto al giudice di verificare se i mezzi prefigurati per raggiungere lo scopo dell'atto siano idonei e non eccedano quanto è necessario per raggiungerlo.
Viceversa il principio del mutuo riconoscimento è il principio fondamentale che scaturisce dalla giurisprudenza Cassis de Dijon: capofila di una serie di sentenze che hanno riaffermato ed ulteriormente esplicitato i principi sanciti dalla Corte di giustizia nella prima sentenza Rewe del 20 febbraio 1979. La pronuncia mirava ad accertare la legittimità della legislazione tedesca, che vietava in Germania l‘importazione dei liquori con gradazione alcoolica inferiore a 32°: nel caso di specie, il liquore Cassis de Dijon. La giustificazione addotta dal governo tedesco era paradossale in quanto si pretendeva di tutelare la salute pubblica contenendo la proliferazione di bevande a bassa gradazione alcoolica, che avrebbe favorito l‘assuefazione, rispetto a bevande di più alto tenore alcoolico, nonché la lealtà nei rapporti commerciali. 
La Corte, nel 1979, affermò che qualsiasi bene legalmente prodotto e venduto in uno Stato membro deve, in linea di massima, essere ammesso sul mercato di ogni altro Stato membro. Gli unici ostacoli al libero scambio, perciò, sono giustificabili solo sulla base di esigenze imperative tassativamente previste (efficacia dei controlli fiscali, protezione della salute pubblica, lealtà delle transazioni commerciali e difesa dei consumatori) e per motivi di interesse generale. Dall'analisi delle pronunce della Corte di giustizia successive alla Cassis de Dijon, sono enucleabili i seguenti principi:
- gli Stati, in mancanza di una regolamentazione comune o di un'armonizzazione, restano liberi di regolare, sul proprio territorio, tutto quanto riguarda la commercializzazione, il consumo, l‘etichettatura e la designazione dei prodotti;
- la libertà non deve concretarsi, però, in misure suscettibili di frapporre ostacoli al commercio comunitario;
- la regolamentazione nazionale in materia costituisce un intralcio agli scambi comunitari quando non sia giustificata da esigenze imperative.

Tali principi implicano l‘accettazione, da parte di ogni Stato membro della Comunità, dei prodotti legalmente fabbricati negli altri Stati membri, anche se secondo prescrizioni diverse da quelle nazionali, purché i prodotti in questione rispondono in maniera adeguata alle discipline normative dello Stato importatore. Il principio del mutuo riconoscimento trova il suo fondamento nella reciproca fiducia tra gli Stati che, pur presentando tradizioni culturali e normative diverse, sono legati da vincoli di affinità e dall'appartenenza alla Comunità. Tali vincoli sono in grado di giustificare la fiducia che ogni Stato può riporre nei confronti della legislazione degli altri Stati contraenti.

### La giurisprudenza della Corte di Giustizia
La giurisprudenza della Corte di giustizia permette di colmare o disciplinare talune materie non espressamente regolamentate dalle fonti di diritto primario o derivato.

### Le norme tecniche
Infine ci sono le norme tecniche - riconoscibili dal prefisso EN - emanate da appositi organismi quali:
- Comitato europeo di normazione;
- Comitato europeo di normazione elettrotecnica;
- Istituto europeo per le norme di telecomunicazione.

## La carta dei diritti fondamentali dell'Unione europea
Di sicuro rilievo è stata la proclamazione a Nizza della Carta dei diritti fondamentali dell'Unione europea. Preparata da rappresentanti dei Parlamenti nazionali, del Parlamento europeo, della Commissione e dei Capi di Stato e di Governo, su input iniziale e politico del Consiglio europeo di Colonia del 1999, la Carta è stata «lanciata», infine, in occasione del Consiglio europeo di Nizza del dicembre 2000. L'esito, in tale occasione, è stato di lasciare ad una successiva fase di maturazione il compito di sciogliere il nodo della valenza giuridica della Carta; dunque, di come costruire il rapporto con i Trattati e di come renderla formalmente e solennemente vincolante.
La Carta dei diritti fondamentali sancisce un complesso di diritti fondamentali, insieme articolato sui valori della dignità, della libertà, dell'eguaglianza, della solidarietà, della cittadinanza europea, della giustizia. In definitiva, lo scopo dell'iniziativa enunciato a Colonia era di rendere più visibili i diritti fondamentali all'interno dell'esperienza dell'Unione europea. Non si voleva innovare, dunque, ma rendere esplicita e solenne l‘affermazione di una serie di valori destinati ad ispirare il vivere insieme dei popoli europei, nei limiti e secondo il quadro di competenze già delineato con le dovute forme dai Trattati comunitari, dalla Convenzione di Roma del 1950 sui diritti fondamentali, dalle Costituzioni degli Stati membri e, soprattutto, dalla giurisprudenza della Corte di giustizia dell'Unione europea.